# Pic de Nòra
El Pic de Nòra (Puèg de Nòra en occità, Pic de Nore en francès) és una muntanya situada a la frontera dels departaments francesos de l'Aude i del Tarn. Amb els seus 1211 metres d'alçada, és el punt més alt de la Muntanya Negra.

## Geografia
El cim i el vessant sud del Nòra es troba al departament de l'Aude, i els contraforts del vessant nord al departament del Tarn.

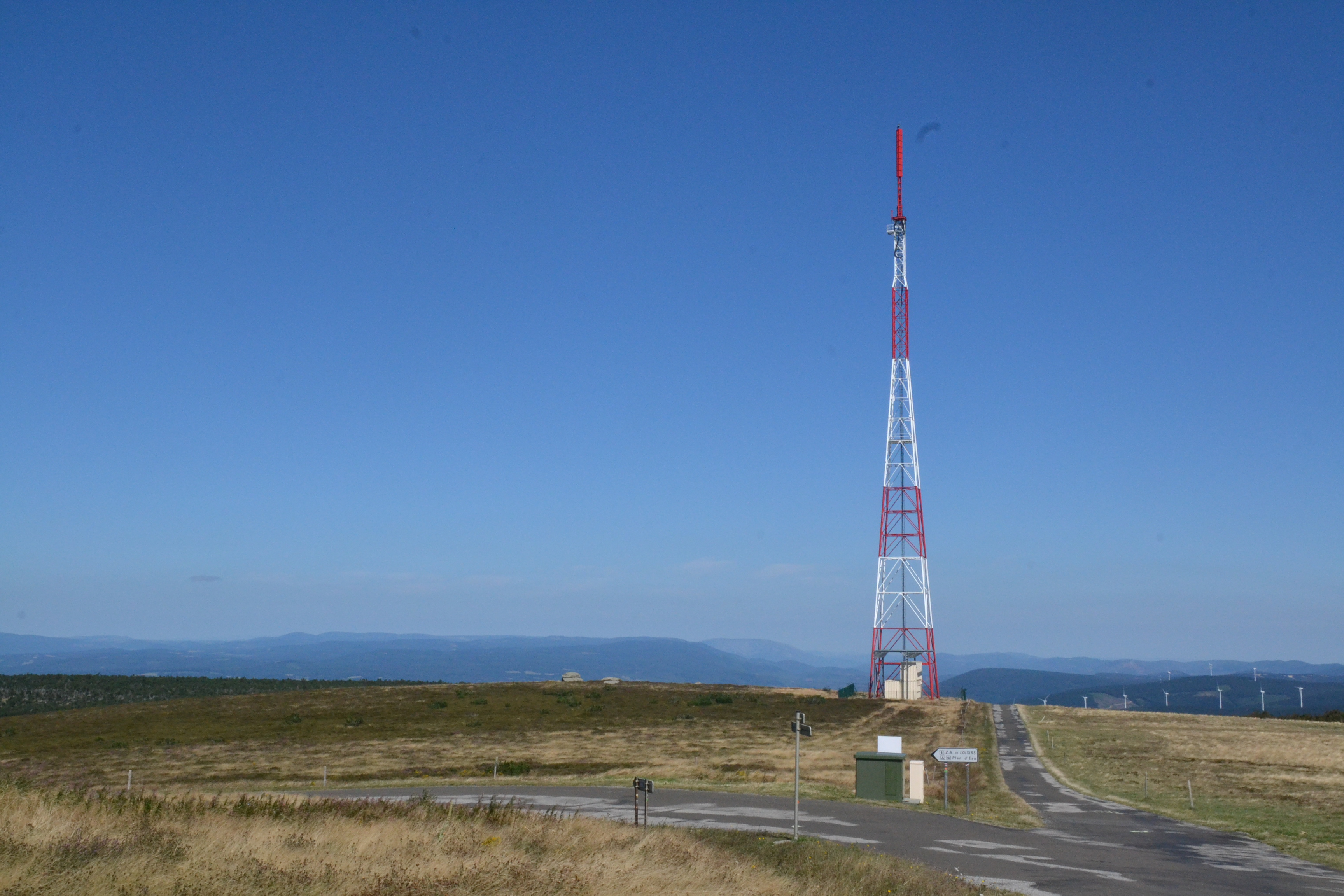
Panorama i carreteres provinents de Pradèlas de Cabardés, després del bosc del Tribi.

Els rius Arneta i Clamós tenen la seva font als vessants del pic de Nòra.
L'emissor del pic de Nòra, de 102 metres d’alçada, ocupa la part superior del pic, i permet l'emissió de la FM (quatre transmissors de 79 kW PAR), la TV analògica (transmissor VHF de 100 kW PAR / dos transmissors UHF de 56 kW PAR / tres transmissors UHF de 160 kW PAR / un transmissor UHF de 205 kW PAR) i la TV digital (cinc transmissors UHF de PAR de 50 kW).
Les seves condicions climàtiques són dures malgrat la baixa altitud. Els boscos de coníferes s’aturen a poc menys de 100 metres del cim per donar pas a una vegetació més o menys baixa feta de landes de bruc. Aquest cim és de vegades sobrenomenat en francès el petit ventoux a causa de la seva exposició a vents forts i al seu transmissor de televisió. Quan les condicions són òptimes, el panorama que s'hi pot apreciar és molt ampli: els Pirineus de sud-oest a sud-est (Canigó), el solc que fa l'Aude amb l'autopista A61, el mar Mediterrani, les Corberes, l'Alt Llenguadoc, els Monts de La Cauna, la plana de Tolosa de Llenguadoc, etc.
És possible d'arribar al cim per carretera, seguint la D87, que connecta Masamet amb Pradèlas d'una manera secundària.
El GR 36, que va de la Guingueta d'Ix (la Cerdanya) a Ouistreham (la Normandia), també passa pel cim.